# Biserica de lemn din Băhrinești
Biserica de lemn "Sfânta Treime" din Băhrinești (Nordul Bucovinei) a fost adusă în anul 1883 de la 24 km distanta din satul Vicovu de Jos jud. Suceava.
La 30 mai 1999, însuși Regele Mihai a participat la cea de-a doua sfințire a bisericii, primind o invitație semnată de 638 localnici .